# Vuurtoren van Alderney
De vuurtoren van Alderney (Alderney Lighthouse) bevindt zich in het noordoosten van het kanaaleiland Alderney. De vuurtoren dient als oriëntatiepunt voor de scheepvaart maar waarschuwt schippers ook voor de gevaarlijke rotsen rond het eiland en de Alderney Race, een getijstroom tussen de Kanaaleilanden en de Franse kust. De toren wordt ook Mannez Lighthouse of Quesnard Lighthouse genoemd. De installatie wordt gecontroleerd vanuit het Planning Centre van Trinity House in Harwich in het Engelse Essex. Trinity House is verantwoordelijk voor de navigatiemiddelen in Engeland, Wales, Gibraltar en de Kanaaleilanden.

## Kenmerken en uitrusting

Op het dienstgebouw is een hoorn van het mistsignaal zichtbaar. Het hoofdlicht werd vervangen door twee ledlampen die op de balustrade rond het lichthuis werden gemonteerd. Op deze foto is ook te zien dat het originele optische systeem nog aanwezig is.

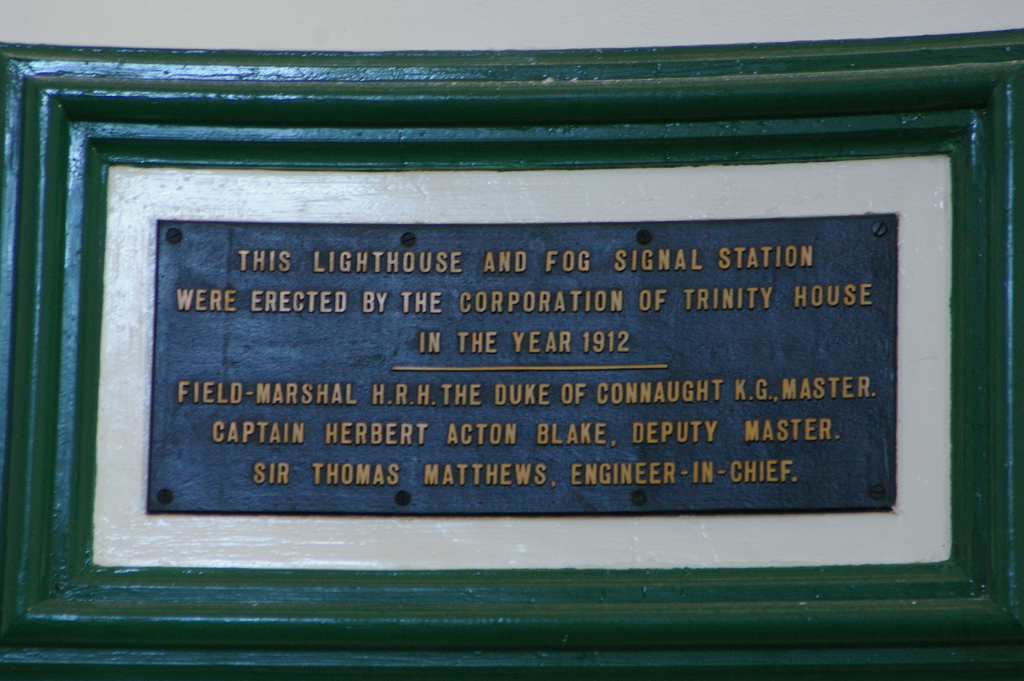
Plaat in de vuurtoren.

De 32 meter hoge toren heeft een conische vorm en werd opgetrokken uit graniet. Het dagmerk van het bouwwerk bestaat uit een zwarte band die in het midden van de witte toren werd aangebracht. Binnen het volledig ommuurde complex werden twee wachterswoningen en dienstgebouwen opgetrokken die tegen de toren werden aangebouwd. Een trap met 120 treden leidt naar het lichthuis waar een catadioptrisch systeem van de 1ste orde werd geïnstalleerd. Deze fresnellens bestaat uit vier panelen en heeft een brandpuntsafstand van 920 mm. Dit optisch systeem werd in 2011 buiten gebruik gesteld toen twee ledlampen werden geïnstalleerd, maar het werd niet uit de toren verwijderd. De toren genereert om de 15 seconden vier witte schitteringen die zichtbaar zijn tot op een afstand van 12 zeemijl. De lichtopbrengst bedraagt 4.140 candela.

## Geschiedenis

### Oprichting
De getijstroom Alderney Race, die tussen het westelijkste punt van de Franse Cap de la Hague en Alderney stroomt, was verantwoordelijk voor het vergaan van een groot aantal schepen. Deze stroming, die tijdens springtij een snelheid van meer dan 15 km/u kan bereiken en van richting verandert naargelang het getij, verbergt onder haar oppervlak een aantal gevaarlijke rotsen. Deze hindernissen zorgen bovendien voor bijkomende turbulenties.
Om deze gevaren te signaleren financierde William Baron een vuurtoren die werd opgetrokken aan de kust in het noordoosten van Alderney. Het gebouw bevond zich daarmee tussen twee  militaire bouwwerken, namelijk het Fort Quesnard, dat in de Tweede Wereldoorlog door de Duitsers was gebruikt, en het vervallen Fort Les Hommeaux Florains. Het gebouw was afgewerkt in 1912 en in datzelfde jaar werd het torenlicht voor de eerste keer in werking gesteld. Ondanks het feit dat de bouw van de toren Baron in financiële moeilijkheden had gebracht, bleef zijn familie tot in 1954 het onderhoud van het bouwwerk bekostigen.

### Vanaf 1912
De eerste lichtbron die in de toren werd geïnstalleerd was een brander van het type Hood die werkte op petroleumdampen en werd gevoed door paraffineolie. Het licht, dat werd gebundeld door een roterend optisch systeem, had een sterkte van ongeveer 449.300 candela. Dit systeem werd in beweging gebracht door een uurwerkmechanisme dat om het uur diende opgewonden te worden.
Het mistsignaal, dat in 1912 werd aangebracht en waarvan de hoorns zich op het dak van een tegen de vuurtoren aangebouwd dienstgebouw bevonden, was van het type diaphone en genereerde om 90 seconden vier tonen van telkens 1,5 seconde. De perslucht die voor deze misthoorns nodig was, werd opgewekt door een oliemotor van het type Hornsby. Dit systeem werd in 1969 uitgeschakeld en vervangen door een elektrische misthoorn, waardoor het geluidsvolume aanzienlijk teruggebracht werd.

### Elektrificatie
Op 2 juni 1976 werd de toren uitgerust met een elektrische lichtinstallatie. De petroleumbrander werd vervangen door gloeilampen en de roterende fresnellens met vier panelen werd elektrisch aangedreven waardoor een patroon van 4 flitsen om de 15 seconden werd gegenereerd. Door deze vernieuwingen werd de lichtsterkte van de toren verhoogd tot 981.000 candela. De petroleumbrander verhuisde naar het Alderney Museum.

### Automatisatie en verdere aanpassingen
Op 1 oktober 1997 werden de vuurtorenwachters van hun dienst ontheven toen de toren werd geautomatiseerd en Trinity House de controle van de installatie vanop afstand vanuit het Planning Centre in Harwich in Essex overnam. De vuurtoren werd vanaf 1998 op sommige dagen opengesteld voor het publiek en de voormalige verblijven voor de vuurtorenwachters werden verhuurd als vakantiewoningen.
In 2011 besloot Trinity House om de lichtsterkte van de vuurtoren te verminderen en het mistsignaal uit te schakelen. Twee ledlampen namen de functie van het hoofdlicht over, waardoor de zichtbaarheid van het licht werd teruggebracht van 20 zeemijl naar 12 zeemijl. Het oorspronkelijke optische systeem bleef in de toren aanwezig. De vennootschap nam deze maatregelen om een jaarlijkse kostenbesparing van £ 1.500 door te kunnen voeren. Trinity House oordeelde dat door de evolutie van moderne navigatiemiddelen aan boord van schepen de rol van vuurtorens minder belangrijk werd. De havenmeesters van zowel Guernsey als Alderney verzochten de vennootschap om de mistsignalen in dienst te houden omwille van het drukke scheepvaartverkeer in de buurt van Alderney.